# Yannick (zanger)

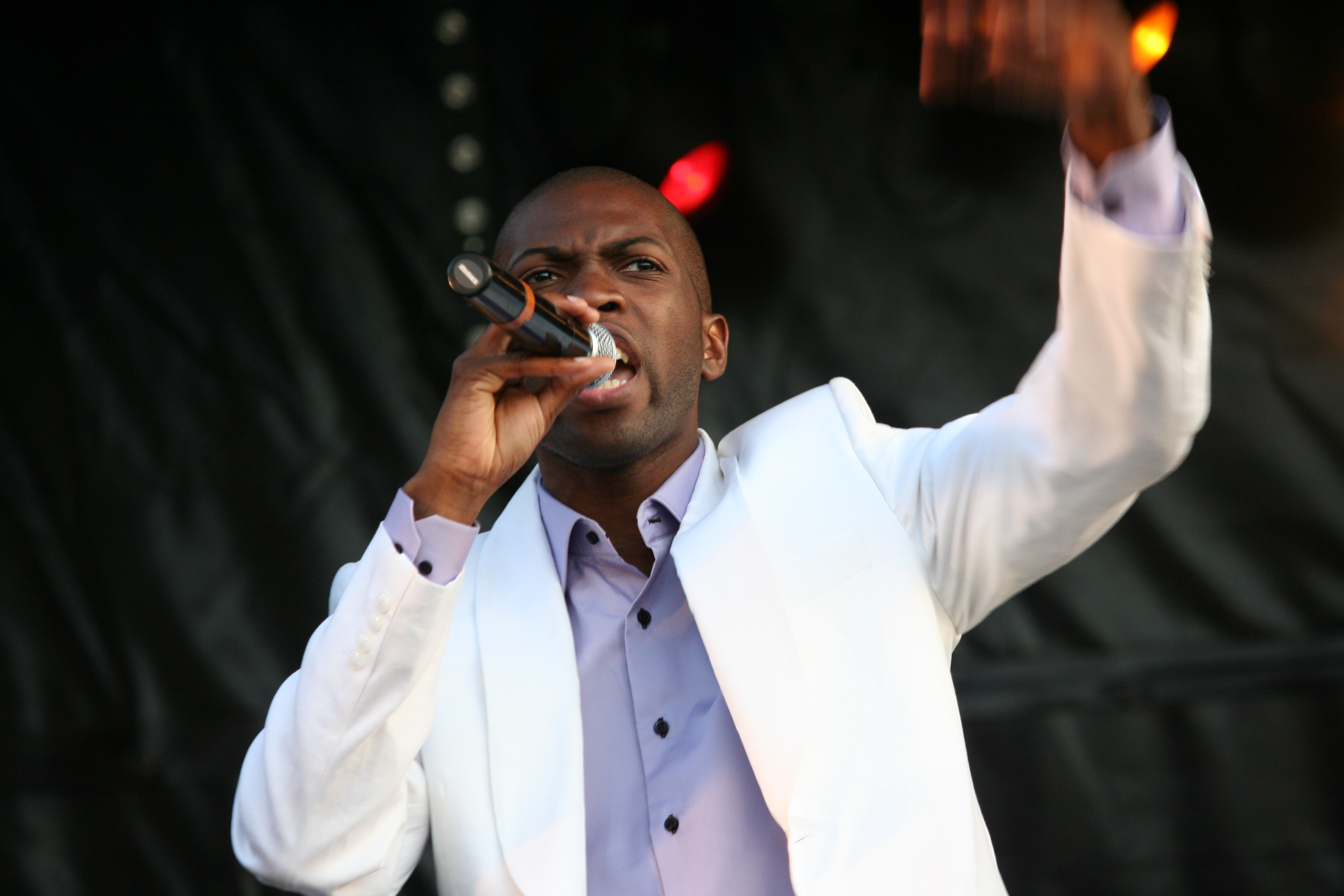
Yannick

Yannick, artiestennaam van Yannick M'Bolo, (Parijs, 19 december 1978) is een Franse zanger en rapper van Kameroense komaf die in 2000 succesvol was met het lied Ces soirées là, een remake van Claude François' lied Cette Année-là.

## Biografie
Yannick begint aanvankelijk met rappen in de rapgroep Mafia Tressée. Als groep brengen ze één cd uit, hierna stapt Yannick de groep uit om solo te gaan.
Als solo-rapper scoort hij al snel met het Franstalige rapnummer Ces soirées là. Het werd in Frankrijk een grote hit, maar het maakte hem ook in het buitenland beroemd. In de Waalse Ultratop 40 stond het nummer 9 weken op nummer 1. Het nummer is alleen qua muziek gebaseerd op het nummer Cette Année-là van Claude François, de tekst is van M'Bolo zelf. Cette Année-là is een vertaling van het lied December, 1963 (Oh, What a Night), waar The Four Seasons in 1976 een hit mee scoorden.

## Referentie
1. ↑  Yannick op hitito.com